# バウンティ/愛と反乱の航海
『バウンティ/愛と反乱の航海』（バウンティ あいとはんらんのこうかい、The Bounty ）は、1984年制作のイギリス映画。歴史上名高いバウンティ号の反乱の5度目の映画化にして、初の事件当事者の故国イギリス制作の映画。

## ストーリー
乗組員たちの反乱によりバウンティ号から追放されたブライ艦長は、奇蹟的にイギリス本土へ生還したが、艦を放棄したかどで軍法会議に招集される。海軍提督フッド卿、主任検事のグリーサム艦長の前で、ブライは激しい嵐のあと辿り着いた楽園のような島、副官クリスチャンと島の娘の恋、船医の死、様々な出来事や反乱の真相を語る。

## キャスト
- フレッチャー・クリスチャン：メル・ギブソン
- ウィリアム・ブライ：アンソニー・ホプキンス
- フッド提督：ローレンス・オリヴィエ
- グリーサム艦長：エドワード・フォックス
- マウアチュア：テベイテ・バーネット
- ティナ王：ウイ・クキ・カア
- エリザベス・ブライ：シャロン・パワー
- ジョン・フライヤー航海長：ダニエル・デイ＝ルイス
- ジョン・ヒューガン船医：マルコム・テリス
- ウィリアム・コール掌帆長：バーナード・ヒル
- ネッド・ヤング：フィリップ・デイビス
- マシュー・クィンタル：ニール・モリッシー
- ウィリアム・マッコイ：アンドリューワイルド
- ジョン・アダムズ：フィリップ・マーティン・ブラウン
- チャールズ・チャーチル：リーアム・ニーソン
- ピーター・ヘイウッド：サイモン・アダムス
- トーマス・エリソン：デクスター・フレッチャー
- ウィリアム・パーセル：ピート・リー・ウィルソン
- ロバート・ラム：ブレンダン・コンロイ
- ジョン・スミス：ジョン・セッション
- ジョン・ノートン：ジョン・ギャツビー
- トーマス・バーキット：スティーブ・フレッチャー
- デヴィッド・ネルソン：サイモン・チャンドラー
- マイケル・バーン：バリー・ドランスフィールド

## 日本語字幕
- 菊地浩司